# Accidente del Ilyushin II-76MD de la Fuerza Aérea de Irán
El accidente del Ilyushin Il-76 de Irán del 2003 ocurrió el 19 de febrero de 2003, cuando un Ilyushin Il-76 se estrelló en un terreno montañoso cerca de Kermán, en Irán. El avión de la Fuerza Aérea del Ejército de los Guardianes de la Revolución Islámica, registro 15-2280, volaba desde Zahedan a Kerman cuando se estrelló a 35 kilómetros al sureste de Kerman. El avión llevaba a miembros de los Cuerpos de la Guardia Revolucionaria Islámica, una fuerza especial militar que es independiente del Ejército iraní, en una misión desconocida.
Fuertes vientos fueron reportados en la región del choque cuando el avión desapareció de las pantallas del radar; aproximadamente al mismo tiempo, los aldeanos en el área describieron haber escuchado una fuerte explosión. No hubo sobrevivientes entre los 275 ocupantes a bordo del avión. Es el segundo peor accidente aéreo ocurrido en suelo de Irán, solo superado por el Vuelo 655 de Iran Air. Es el peor accidente de un Il-76 por encima del Accidente del Il-76 de la Fuerza Aérea de Argelia estrellado 15 años después con 257 muertes; también es el décimo accidente de aviación más letal de todos los tiempos.

Fue el desastre aéreo más grave de 2003 y de los 2000. (Si no cuenta de los Atentados del 11-S por las 200 muertes en los 4 aviones, con solo siendo un terrorismo y no un accidente.)

## Accidente

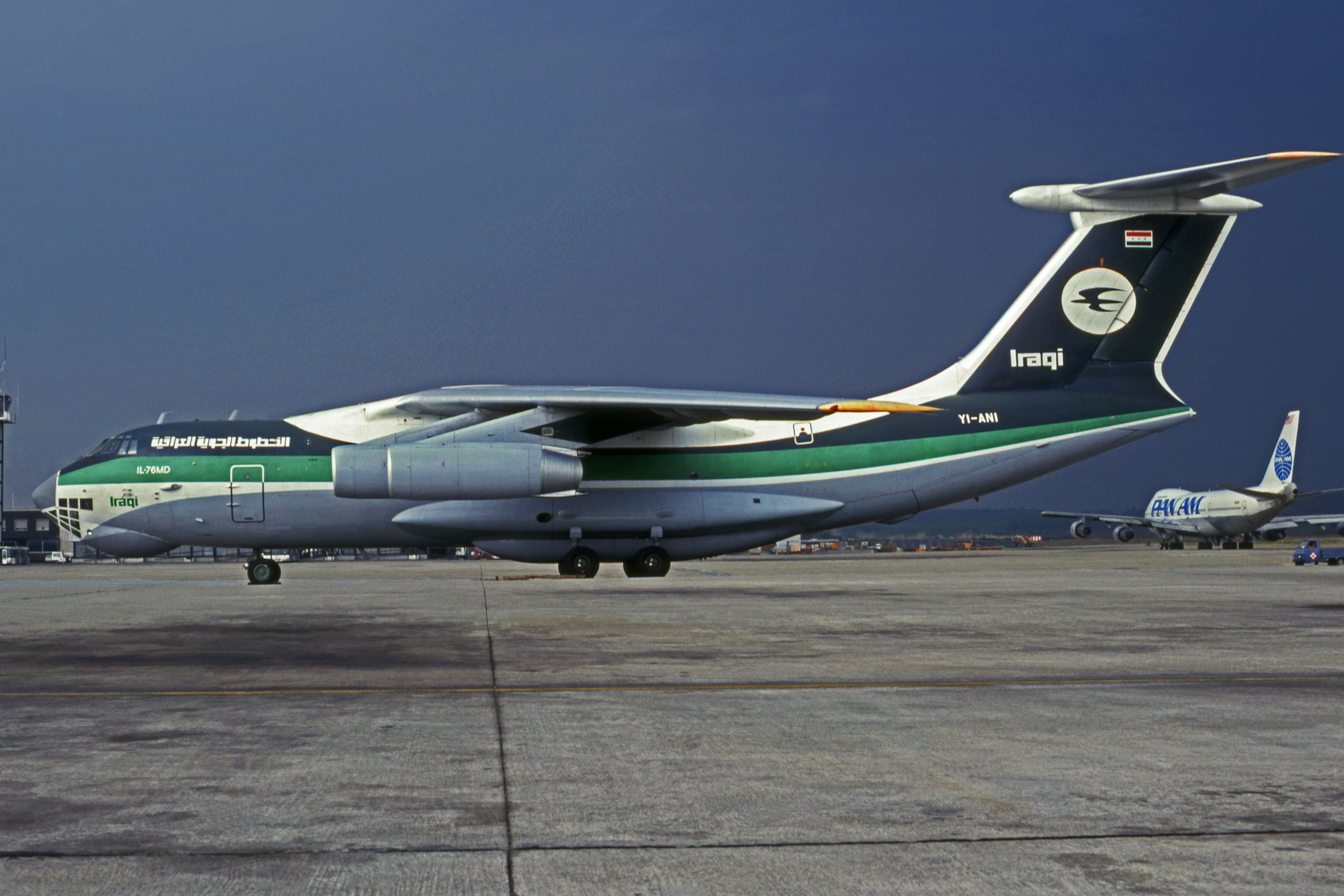
El avión involucrado en el accidente fotografiado en 1990, mientras aún estaba en servicio con Iraqi Airways. Al fondo se ve un Boeing 747 operado por Pan Am.

El IL-76 estaba volando una ruta desde el aeropuerto de Zahedan al aeropuerto de Kerman llevando miembros del Cuerpo de la Guardia Revolucionaria Islámica en una misión no especificada. El avión de transporte ruso de cuatro motores con una tripulación de 18 personas perdió contacto con el control del tráfico aéreo a las 5:30 p. m. después de volar a malas condiciones climáticas.
El avión se estrelló contra las montañas Sirch, al sureste de Kerman, a unas 500 millas al sudeste de Teherán, matando a todos a bordo. Los investigadores creen que fue un vuelo controlado hacia el terreno, citando el deterioro de las condiciones climáticas y los fuertes vientos.

## Consecuencias
Inmediatamente después del accidente, miembros de la Guardia Revolucionaria y la Media Luna Roja fueron enviados a la escena del accidente. Dos helicópteros que intentaban llegar a la escena volvieron debido al mal tiempo. También se completó un cordón del área, lo que limita el acceso a los periodistas y al público.
El gabinete del presidente Mohammad Khatami envió un mensaje de condolencia a las familias de las víctimas sobre el trágico suceso en el que murieron un grupo de hermanos del CGRI (Cuerpo de la Guardia Revolucionaria Islámica). El gobierno iraní también culpó a las sanciones de Estados Unidos contra Irán por su participación en el choque ya que las restricciones dificultan el mantenimiento de sus aviones por parte de Irán.
Hubo especulaciones de que el accidente fue el resultado de una colisión en el aire debido a la gran cantidad de muertes (el Il-76 normalmente transporta menos de 200 pasajeros). Una organización terrorista llamada las Brigadas Abu-Bakr también se atribuyó la responsabilidad del accidente.